# Macmillan Publishers
Macmillan Publishers Ltd, también conocida como The Macmillan Group, es una editorial de origen británico y unas de las cinco grandes firmas editoras en lengua inglesa. Desde 2001 pertenece al Grupo Editorial Holtzbrinck. Junto a St. Martin's Press de Estados Unidos fundó la editorial académica Palgrave Macmillan.
Fundada en 1843 por los hermanos Daniel y Alexander Macmillan, de Escocia, comenzaron publicando obras de autores como Charles Kingsley, Thomas Hughes, Christina Rossetti, Matthew Arnold, Lewis Carroll, Alfred Tennyson, Thomas Hardy, y Rudyard Kipling.
Además de publicar obras literarias, la empresa compró revistas como Nature y Scientific American.
En 1869 Macmillan abrió una oficina en Nueva York, y en 1996 vendió la filial a la Macmillan Company.
El primer ministro del Reino Unido de 1957 a 1963, Harold Macmillan, era nieto de Daniel Macmillan, uno de los fundadores de la editorial y, tras su abandono de la política, ostentó el cargo de presidente de la empresa.